# Rosco Allen
Pour les articles homonymes, voir Allen.
Rosco Allen, né le 5 mai 1993, à Budapest, en Hongrie, est un joueur hongrois de basket-ball. Il évolue au poste d'ailier.

## Palmarès
- Champion NIT 2015
- Coupe intercontinentale 2017
- Pacific-12 Conference First Team 2016